# Kurcsatov-kráter

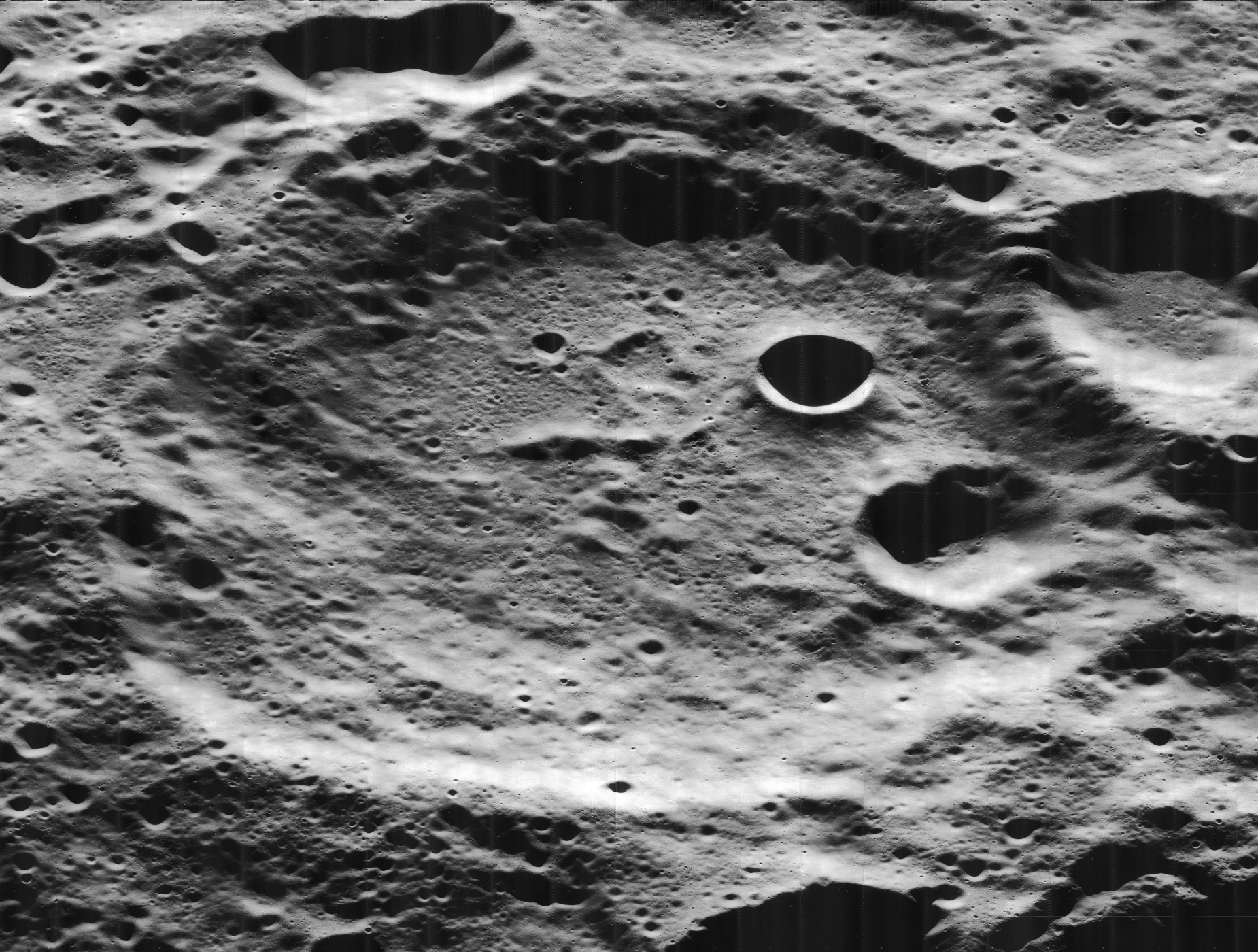
Döntött nézetű felvétel - Lunar Orbiter-5

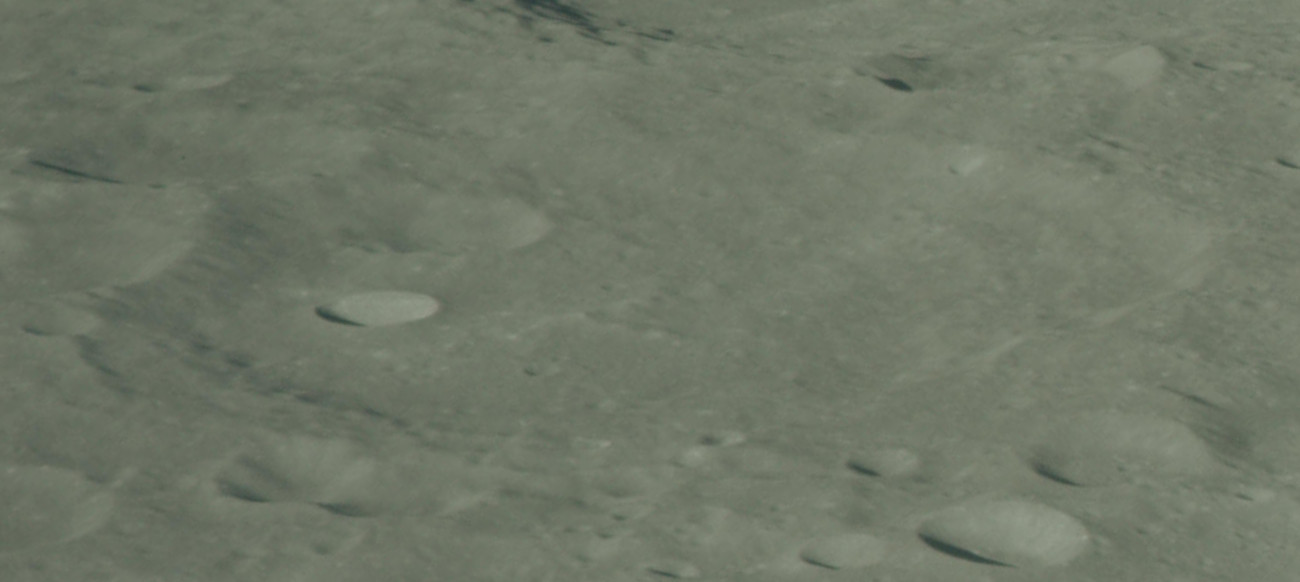
Döntött nézetű felvétel - Apollo-13

A Kurcsatov-kráter egy becsapódási kráter a Hold túloldalán. A Wiener-kráter délnyugati szomszédja, picit távolabb helyezkedik el délkeletre a Bridgman-krátertől, és néhány kráter átmérőnyi távolságra északra a Mare Moscoviense-től.
A kráter erősen erodált, az újabb becsapódások által felvert por belepte.[forrás?] Több kisebb kráter is található az északi pereme mentén, illetve a belsejében.

## Szomszédos kráterek
Megállapodás szerint úgy jelzik ezeket a képződményeket a holdi térképeken, hogy a kráter középpontjának arra az oldalára helyezik el a betűt, amely legközelebb található a Kurcsatov-kráterhez.
| Kurchatov | Szélesség    | Hosszúság    | Átmérő |
| --------- | ------------ | ------------ | ------ |
| T         | é. sz. 38,0° | k. h. 138,0° | 27 km  |
| W         | é. sz. 40,4° | k. h. 140,4° | 33 km  |
| X         | é. sz. 41,3° | k. h. 139,9° | 17 km  |
| Z         | é. sz. 41,0° | k. h. 141,8° | 27 km  |

## Lásd még
- Apollo-program
- Digital Lunar Orbiter Photo Number V-124-H2